# Griffith (Australia)

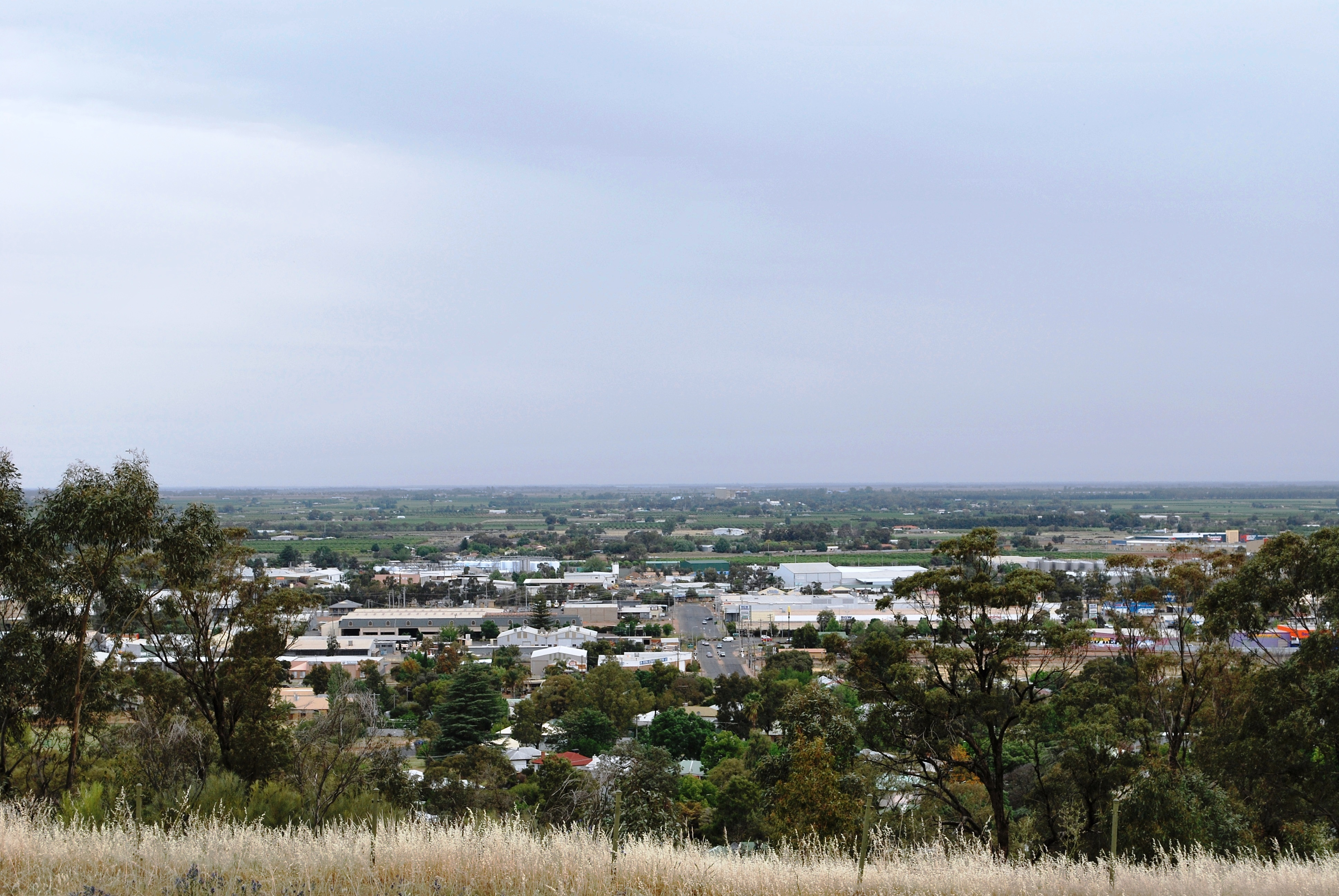
Griffith da Scenic Hill

Griffith è una città della contea di Cooper nel Nuovo Galles del Sud, fondata il 4 agosto 1916.
Fin dalla sua fondazione fu popolata da persone di origini italiane, impiegate dagli agricoltori australiani come manodopera nei battelli a vapore sul fiume Murray.
Circa il 60% della popolazione di oggi dichiara origini italiane.
Include gli italiani venuti dall'Italia via nave e gli italiani emigrati da altre parti dell'Australia per la depressione e da una seconda ondata d'immigrati venuta nei tardi anni cinquanta e inizio anni sessanta.
Per lo più sono di origine calabrese e veneta.
Ad oggi si stanno inserendo le prime comunità Sikh.
Griffith come tutta l'area Murrumbidgee Irrigation Area ha una economica agricola molto ricca, vi è una grande produzione di vino.

## Istruzione
Griffith è il terzo centro didattico più grande a Riverina dopo il Wagga Wagga e il Leeton.
Griffith è sede di tre scuole superiori:
- Wade High School
- Griffith High School
- Marian Catholic College (ex Scuola superiore cattolica)

## Eventi
- Riverina Field Days, che si tiene ogni anno a maggio.
- La Festa, Festival multiculturale sul vino e il cibo che si tiene dopo il fine settimana di Pasqua.
- Festival dei giardini, ad ottobre
- Giochi Sikh, a giugno
- unWINEd, a giugno

## Amministrazione

### Gemellaggi
- Fairfield
- Harbin
- Comunità montana del Grappa, dal 1983
- Riese Pio X